# وا (ژاپن)
وا (ژاپنی: 和) قدیمی‌ترین نام تأیید شده نام‌های ژاپن است. کاتبان چینی و کره ای قرن دوم میلادی به‌طور مرتب از نویسه‌های چینی 倭; «تسلیم»، «دور»، «کوتوله» برای اشاره به ساکنان پادشاهی وا در کیوشو و ساکنان پادشاهی دوره یاماتو استفاده می‌کردند. در قرن هشتم، ژاپنی‌ها این واژه را با 和، wa، «هماهنگی»، «صلح»، «تعادل» جایگزین کردند.